# Oixea
Segons la Bíblia, Oixea (en hebreu, הושע בן-אלה Hoshe’a ben Elah) va ser el dinovè i últim rei del Regne d'Israel després de la seva divisió. Tot i que va matar el rei Pècah i va usurpar el tron a l'any 732 a.n.e. segons la cronologia tradicional, o a l'any 758 a.n.e. segons la cronologia bíblica, el registre bíblic indica que no va exercir com a rei fins al 748 a.n.e. Sembla que va ser Tiglat-Pileser III qui finalment li va donar el suport per establir-se com a rei a Samaria, la capital, i governar així Israel. Aquest fet va passar vuit o nou anys després que Oixea hagi assassinat Pècah. A partir d'aquí, Oixea va regnar 9 anys.
Salmanassar V, el successor de Tiglat-Pileser III, va obligar Oixea a pagar tribut, però no va passar molt de temps abans que Oixea enviés missatgers a So, el rei d'Egipte, sol·licitant ajuda, i retingués el tribut dels assiris. Quan Salmanasar V es va assabentar d'aquesta conspiració secreta, va tancar Oixea a la casa de detenció i va assetjar Samaria. En 722 a.n.e. segons la cronologia tradicional, o en 740 a.n.e. segons la cronologia bíblica, després d'un setge que es va perllongar durant tres anys, la ciutat va caure, els seus habitants van ser portats a l'exili i el regne de les deu tribus d'Israel va arribar al final.